# Ісла-де-Майпо
Ісла-де-Майпо (ісп. Isla de Maipo) — місто в Чилі. Адміністративний центр однойменної комуни. Населення міста — 12 295 осіб (2002). Місто і комуна входить до складу провінції Талаганте та Столичної регіону.
Територія — 189 км². Чисельність населення — 36 219 мешканців (2017). Щільність населення — 191,6 чол./км².

## Розташування
Місто розташоване за 40 км на південний захід від столиці Чилі міста Сантьяго.
Комуна межує:
- на півночі — з комунами Ель-Монте і Талаганте
- на сході — з комуною Сан-Бернардо
- на південному сході — з комуною Буїн
- Півдні — з комуною Пайне
- на заході — з комуною Меліпілья